# Саскачеван (река)
Вижте пояснителната страница за други значения на Саскачеван.
Саскачеван (на английски: Saskatchewan River) е река в централната част на Канада, провинции Саскачеван и Манитоба, вливаща се в езерото Уинипег, от системата на река Нелсън. Дължината ѝ от 1939 км, заедно с реките Саут Саскачеван и Боу ѝ отрежда 6-о място в Канада. Дължината само на река Саскачеван е 547 км.

## Географска характеристика

### Извор, течение, устие
Река Саскачеван се образува на 40 км източно от град Принс Албърт (провинция Саскачеван) от сливането на реките Норт Саскачеван (лява съставяща) и Саут Саскачеван (дясна съставяща), на 378 м н.в.
Тече в североизточна посока, преминава покрай град Нипавин (4061 жители) и навлиза в езерото (язовир) Тобин. След като изтече от язовирната стена продължава на североизток, приема отляво притоците си Торч и Моси и завива на изток. От там реката навлиза в езерно-блатист район, като се разделя на множество отделни ръкави и протоци и образува т.нар. „вътрешна делта“. В този участък, около градчето Къмбърланд Хаус в нея отдясно се влива най-големият ѝ приток река Карот, а отляво множество къси реки дрениращи съседните езера Къмбърланд и Неймю.
След това Саскачеван навлиза в провинция Манитоба, насочва се на югоизток, преминава покрай град Те Пас (5513 жители, най-големия по течението ѝ), образува голяма делта и се влива в езерото Сидър. При изтичането си от него е построена голяма преградна стена Гранд Рапидс, която регулира оттока на Сидър и реката след като премине едва 4 км се влива от запад в езерото Уинипег при град Гранд Рапидс (239 жители).

### Водосборен басейн, притоци
Площта на водосборния басейн на реката е 335 900 km2, от които в Канада са 334 100 km2, а в САЩ 1800 km2. Големият водосборен басейн на Саскачеван обхваща части от три канадски провинции — Албърта (около 30% от площта на провинцията), Саскачеван и Манитоба и съвсем малък участък от най-северозападната част на щата Монтана.
Водосборният басейн на Саскачеван граничи с други 5 водосборни басейна:
на север – с водосборния басейн на река Чърчил, вливаща се в Хъдсъновия залив;
на северозапад – с водосборния басейн на река Атабаска, от системата на река Маккензи;
на запад – с водосборния басейн на река Колумбия, вливаща се в Тихия океан;
на юг – с водосборния басейн на река Мисури, от системата на Мисисипи;
на югоизток – с водосборния басейн на река Асинибойн, от системата на езерото Уинипег;
В река Саскачеван се вливат 3 по-значителни притока: два леви (Торч и Моси) и голям десен (Карот). В основата на двете язовирни стени Тобин и Гранд Рапидс са построени големи ВЕЦ.

### Хидроложки показатели
Многогодишният среден дебит при град Те Пас е 634 m3/s. Максималният отток на реката е през юни-август – 3000 m3/s, а минималния през декември-март – 54 m3/s. Дъждовно-снегово подхранване. От началото на ноември до края на април реката замръзва.

## Етимология
На езика на местните индианци кри – isiskāciwani-sīpiy означава „бистра река“.

## Откриване и изследване на реката
Долното течение на реката е открито на 10 юли 1690 г. от Хенри Келси, служител на компанията „Хъдсън Бей“, занимаваща се с търговия на ценни животински кожи, а през лятото на следващата година той се изкачва по нея до устието на десния ѝ приток река Карот.
В началото на XVIII в. френски и английски трапери откриват цялото течение на реката и основават по бреговете ѝ свои „траперски“ селища.
През 1774 г. друг служител на компанията „Хъдсън Бей“ Самюъл Хиърн основава на брега ѝ първото търговско селище (фактория) Къмбърланд Хаус за изкупуване на ценни животински кожи от местните индианци.